# Судебный активизм
Судебный активизм (англ. Judicial activism) — философия принятия судебных решений, согласно которой суды могут выходить за рамки применимого права, чтобы учитывать более широкие социальные последствия своих решений. Иногда используется как антоним судебной сдержанности. Этот термин обычно подразумевает, что судьи выносят решения, основываясь на своих собственных взглядах, а не на прецеденте. Определение судебного активизма и конкретные решения, которые являются активистскими, являются спорными политическими вопросами. Вопрос судебного активизма тесно связан с судебным толкованием, толкованием закона и разделением властей.

## Этимология
Артур Шлезингер-младший ввел термин «судебный активизм» в статье журнала Fortune за январь 1947 года под названием «Верховный суд: 1947».
Фраза была спорной с самого начала. Статья Крейга Грина «Интеллектуальная история судебной деятельности» критикует использование этого термина Шлезингером; «Первоначальное введение Шлезингером судебного активизма было вдвойне размыто: он не только не смог объяснить, что считается активизмом, но и отказался сказать, хорош этот активизм или плох».
Ещё до того, как эта фраза была впервые использована, общее понятие уже существовало. Например, Томас Джефферсон упомянул о «деспотическом поведении» федеральных судей—федералистов, в частности главного судьи Джона Маршалла.

## Определения
Обзор практики судебного надзора за последние три десятилетия показывает, что судебный активизм характеризовал решения Верховного суда США в разное время.
Юридический словарь Блэка определяет судебный активизм как «философию принятия судебных решений, согласно которой судьи позволяют своим личным взглядам на государственную политику, помимо других факторов, определять свои решения».
Профессор политологии Брэдли Кэнон сформулировал шесть аспектов, по которым судьи или суды могут восприниматься как исповедующий активизм: мажоритаризм, стабильность интерпретации, точность интерпретации, содержание/демократический процесс, специфика политики и наличие альтернативного политика.
Дэвид А. Штраус утверждал, что судебный активизм может быть узко определён как одно или несколько из трех возможных действий: отмена законов как неконституционных, отмена судебного прецедента и решение против предпочтительного толкования конституции.
Другие были менее уверены в значении этого термина, считая его не более чем риторической стенографией. Кермит Рузвельт III утверждал, что «на практике» активист «оказывается не более чем риторически заряженным обозначением решений, с которыми спикер не согласен». Рузвельт определяет судебный активизм как «подход к осуществлению судебного надзора или описание конкретного судебного решения, при котором судья обычно считается более склонным решать конституционные вопросы и признавать недействительными законодательные или исполнительные действия».
Точно так же генеральный солиситор при Джордже Буше-младшем Теодор Олсон сказал в интервью Fox News Sunday в отношении дела об однополых браках, которое он успешно рассмотрел, что «большинство людей используют термин „судебная активность“, чтобы объяснить решения, которые им не нравятся». Судья Верховного суда Энтони Кеннеди сказал, что «суд активистов — это суд, который принимает решение, которое вам не нравится».
Подобные определения повторяются во многих статьях, например: «Суды постепенно отказались от своей надлежащей роли контроля за структурными ограничениями правительства и нейтрального толкования законов и конституционных положений без личной предвзятости».
Ричард Х. Фэллон-младший цитирует судью Холмса: «Великие дела … создают плохой закон» в их объяснении президентских злоупотреблений. «Президенты часто интерпретируют свои полномочия без судебного надзора, и там, где прецеденты исполнительной власти играют большую роль в последующих дискуссиях о толковании, некоторые из исторических утверждений президентской власти, которые максимально расширяют конституционные и законодательные формулировки, кажутся трудно осуждаемыми в свете практических ставок».

## Дебаты
Недоброжелатели судебного активизма обвиняют его в том, что он узурпирует власть выборных ветвей власти и созданных законодательством органов, нанося ущерб верховенству закона и демократии. Защитники судебного активизма говорят, что во многих случаях это законная форма судебного контроля и что толкование закона должно меняться со временем.
Третье мнение состоит в том, что так называемого «объективного» или «формалистического» толкования права не существует. По словам профессора права Брайана З. Таманаха, «оказывается, на протяжении так называемой эпохи формалистов многие видные судьи и юристы признавали, что в законе были пробелы и неопределенности и что судьи иногда должны делать выбор». Согласно этой точке зрения, использование любым судьей судейского усмотрения обязательно будет определяться личным и профессиональным опытом этого судьи и его или её взглядами на широкий круг вопросов, от философии права и права до морали и этики. Это подразумевает противоречие между предоставлением гибкости (для отправления правосудия) и ограничением этой гибкости (чтобы заставить судей выносить решения на правовых основаниях, а не на внеправовых).
Некоторые сторонники более сильной судебной власти утверждают, что судебная власть помогает обеспечить систему сдержек и противовесов и должна предоставить себе расширенную роль, чтобы уравновесить последствия преходящего мажоритаризма, то есть должно быть увеличение полномочий ветви власти, которая не подчиняется непосредственно электорату, так что большинство не может доминировать или угнетать какое-либо конкретное меньшинство посредством своих выборных полномочий. Другие ученые предположили, что судебный активизм наиболее уместен, когда он сдерживает тенденцию демократического большинства действовать из страсти и предрассудков, а не после аргументированного обсуждения.
Более того, они утверждают, что судебная власть отменяет действия как избранных, так и неизбранных должностных лиц, в некоторых случаях акты законодательных органов, отражающие точку зрения преходящего большинства в момент прохождения, а не обязательно точку зрения преходящего большинства в момент принятия решения. время отменяется законодательство. Кроме того, назначаемые судьи обычно назначаются ранее избранными должностными лицами исполнительной власти, чтобы философия судей отражала философию тех, кто их назначал, и что независимая судебная система является большим преимуществом для гражданского общества, поскольку особые интересы не могут диктовать свою версию. конституционного толкования с угрозой прекращения политических пожертвований.

## Примеры США
Следующие решения Верховного суда США называют примерами судебного активизма:
- Браун против Совета по образованию — Постановление Верховного суда 1954 г. о десегрегации государственных школ.[21]
- Роу против Уэйда — Постановление Верховного суда 1973 года о создании конституционного права на аборт.[22]
- Буш против Гора[англ.] — Дело Верховного суда США между кандидатами от основных партий на президентских выборах 2000 года Джорджем Бушем-младшим и Элом Гором . Судьи проголосовали 5-4 за прекращение пересчета бюллетеней во Флориде, и в результате Буш был избран президентом.[23]
- Citizens United против Федеральной избирательной комиссии[англ.] — Решение Верховного суда от 2010 г., объявляющее введенные Конгрессом ограничения на корпоративные политические расходы и требования прозрачности неконституционными ограничениями свободы слова.[24][25]
- Обергефелл против Ходжеса — Решение Верховного суда от 2015 г., объявляющее однополые браки правом, гарантированным пунктом о надлежащей правовой процедуре и Четырнадцатой поправкой.[26]
- Янус против AFSCME[англ.] — решение Верховного суда от 2018 года о том, могут ли профсоюзы требовать уплаты взносов со всех работников, получающих выгоду от коллективных договоров. Это решение отменило 41-летний прецедент Abood против Детройтского совета по образованию[англ.] .[27][28][29]
- Министерство внутренней безопасности против Регентов Калифорнийского университета[англ.] — решение Верховного суда от 2020 года о том, имело ли Министерство внутренней безопасности при президенте Дональде Трампе право отменить программу отсрочки депортации в отношении детей незаконных иммигрантов, инициированную Исполнительным указом при бывшем президенте Бараке Обаме[30][31].

Некоторые президенты США также прокомментировали эту идею. Когда президент Джордж Буш объявил о своих первых кандидатурах на федеральную скамью, он заявил:

Every judge I appoint will be a person who clearly understands the role of a judge is to interpret the law, not to legislate from the bench. To paraphrase 4th president of the United States James Madison Jr (hailed as the Father of the Constitution for his role in drafting the Constitution of the United States and the Bill of Rights) the courts exist to exercise not the will of men, but the judgment of law. My judicial nominees will know the difference.

## За пределами США
Хотя этот термин был впервые придуман и часто используется в Соединенных Штатах, он также применялся в других странах, особенно в юрисдикциях общего права.

### Канада
Судьям в Канаде предоставлено право толковать закон, принятый законодательным органом, дискреционное право разрешать споры, а также право использовать общее право и общепринятую судебную политику для вынесения решения. В соответствии с принципом разделения властей, прочной традицией в Канаде и общепринятой практикой, судьи должны уважать роль законодательного органа в создании закона. Судьи также обязаны беспристрастно применять закон так, как он написан.
Канада имеет правовую систему, которая является производной от британской системы общего права (и французской системы в провинции Квебек). Канадские суды имеют структуру, которая в большей степени полагается на усмотрение своих судей, политику и общее право для создания работоспособного свода законов. Таким образом, правовая система Канады может иметь больше возможностей для конфликтов в отношении обвинения судебного активизма, по сравнению с Соединенными Штатами.
Бывший председатель Верховного суда Канады Беверли Маклахлин заявила, что:
обвинение в судебном активизме можно понимать как заявление о том, что судьи преследуют определённую политическую повестку дня, что они позволяют своим политическим взглядам определять исход рассматриваемых ими дел. . . . Предположение о том, что какая-либо ветвь власти преднамеренно действует вразрез со своей конституционной ролью, является серьёзным поводом для обеспокоенности.
Такие обвинения часто возникают в ответ на постановления, касающиеся Канадской хартии прав и свобод. В частности, постановления, которые способствовали расширению прав геев, вызвали обвинения в судебном активизме. Судья Розали Абелла является особенно частой мишенью для тех, кто воспринимает активизм на скамье подсудимых Верховного суда Канады.
Недавнее судебное решение в деле «Chaoulli v Quebec» в 2005 году, в котором был объявлен неконституционным запрет на частное медицинское страхование и оспаривался принцип канадского всеобщего медицинского обслуживания в Квебеке, многие сочли ярким примером судебного активизма. Решение было написано судьей Дешам с и принято большинством 4 против 3.

### Евросоюз
В «деле Cassis de Dijon» Европейский суд постановил, что законы Германии, запрещающие продажу спиртных напитков с содержанием алкоголя от 15 % до 25 %, противоречат законам ЕС. Это постановление подтвердило, что право ЕС имеет приоритет над законодательством государств-членов ЕС . Когда договоры неясны, они оставляют Суду возможность интерпретировать их по-своему. Когда ведутся переговоры по договорам ЕС, трудно добиться согласия всех правительств по четкому набору законов. Для достижения компромисса правительства соглашаются оставить решение по вопросу на усмотрение суда.
Суд может осуществлять судебный активизм только в той мере, в какой правительства ЕС оставляют место для толкования договоров.
Суд принимает важные решения, определяющие повестку дня для дальнейшей интеграции в ЕС, но это не может произойти без согласованной поддержки государств-членов ЕС.
На референдуме в Ирландии по Лиссабонскому договору многие вопросы, не связанные напрямую с договором, такие как аборты, были включены в дебаты из-за опасений, что Лиссабонский договор позволит Европейскому суду принимать активные решения в этих областях. После отклонения Лиссабонского договора в Ирландии правительство Ирландии получило уступки от остальных государств-членов Европейского Союза, чтобы дать письменные гарантии того, что ЕС ни при каких обстоятельствах не будет вмешиваться в ирландские аборты, налогообложение или военный нейтралитет. Ирландия проголосовала за Лиссабонский договор во второй раз в 2009 году, при этом 67,13 % голосов проголосовали за договор.

### Индия
У Индии недавняя история судебного активизма, возникшая после введения чрезвычайного положения в Индии, когда правительство пыталось контролировать судебную систему. Таким образом, судебный процесс, связанный с общественными интересами, был инструментом, разработанным судами, чтобы обратиться непосредственно к общественности и принять к сведению, что истец может не быть жертвой. Подсудность «Sua sponte» позволяет судам рассматривать такие дела самостоятельно. Тенденция была как поддержана, так и подвергнута критике. Журналист New York Times Гардинер Харрис резюмирует это так:
India’s judges have sweeping powers and a long history of judicial activism that would be all but unimaginable in the United States. In recent years, judges required Delhi’s auto-rickshaws to convert to natural gas to help cut down on pollution, closed much of the country’s iron-ore-mining industry to cut down on corruption and ruled that politicians facing criminal charges could not seek re-election.
Indeed, India’s Supreme Court and Parliament have openly battled for decades, with Parliament passing multiple constitutional amendments to respond to various Supreme Court rulings.
Все такие постановления имеют силу статьи 39A Конституции Индии, хотя до и во время чрезвычайного положения судебная власть воздерживалась от «широких и эластичных» интерпретаций, называемых «остинскими», поскольку директивные принципы государственной политики не подлежат судебному преследованию. Это несмотря на конституционные положения о судебном надзоре и Б. Р. Амбедкар, утверждающий в дебатах в Учредительном собрании, что «судебный надзор, особенно судебная юрисдикция, может обеспечить быстрое устранение ущемления основных прав и должен лежать в основе Конституции».
Основные права, закрепленные в Конституции, были подвергнуты широкому обзору, и в настоящее время считается, что они включают право на неприкосновенность частной жизни, право на средства к существованию и право на образование, среди прочего. Верховный суд постановил, что «основная структура» Конституции не может быть изменена, несмотря на полномочия Законодательного собрания в соответствии со статьей 368 . Эта доктрина была признана несколькими странами, такими как Бангладеш, Пакистан и Малайзия, как часть их юриспруденции . Другие страны, такие как Сингапур, Белиз и Уганда, слышали о важных случаях использования этой доктрины в своих странах. Современная тенденция судебной активности началась в 1973 году, когда Верховный суд Аллахабада отклонил кандидатуру Индиры Ганди в деле «Штат Уттар-Прадеш против США». Радж Нараин . Введение судьей В. Р. Кришной Айером судебного разбирательства по общественным интересам ещё больше расширило его масштабы. Недавние приведенные примеры включают приказ правительству Дели преобразовать авторикшу в работу на СПГ, шаг, который, как полагают, уменьшил прежнюю острую проблему смога в Дели (теперь утверждается, что она вернулась) и контрастирует с Пекином.

### Израиль
Израильский подход к судебной деятельности значительно изменился за три десятилетия, прошедшие после Конституционной революции 1992 года под руководством Аарона Барака, и по состоянию на 2022 год судебный активизм представляет собой особенно широкую версию серьёзного судебного надзора и вмешательства судов в дела иных ветвей власти. Кроме того, принимая во внимание интенсивность общественной жизни в Израиле и проблемы, с которыми сталкивается страна (включая угрозы безопасности), прецедентное право Верховного суда Израиля затрагивает разнообразные и противоречивые общественные вопросы, что постоянно вызывает протесты и обвинения в узурпации власти.

### Великобритания
Британские суды в значительной степени почтительно относились к своему правительству до 1960-х годов. С тех пор судебный активизм сильно проявил себя по всей Великобритании. Одним из первых случаев проявления этого активизма было дело «Конвей против Риммера» (1968 г.); Иммунитет в интересах общества, ранее известный как «Привилегия Короны». Раньше такой иск определялся как окончательный, но судьи постепенно начали принимать более активный подход.
Это стало более заметным, когда суды начали отменять действия правительства. Это неизбежно может привести к столкновениям между судами и правительством, как показано в «деле Миллера», состоящем из консервативного правительства 2016 года. Восприятие судебной активности основано на количестве заявлений о судебном пересмотре, поданных в суды, что привело к «делу Р. (Миллер) против премьер-министра и Черри против генерального прокурора Шотландии» в 2019 году, совместному историческиму делу по конституционному праву о пределах королевской прерогативы приостанавливать работу парламента Соединенного Королевства. Это также можно увидеть на протяжении 1980-х годов, когда в течение года поступало около 500 заявок.
В дальнейшем это число резко увеличилось: к 2013 году было подано 15 594 заявки. Эта тенденция с течением времени стала более частой, что, возможно, указывает на большее влияние в британских судах на правительство. Наряду с количеством заявлений, поданных в суды, в некоторых случаях это привлекало внимание СМИ. Например, в 1993 году Уильям Рис-Могг призвал консервативное правительство ратифицировать Маастрихтский договор (закон, который сам себя назвал «новым этапом в процессе европейской интеграции»), который в конечном итоге превратился в Европейский Союз и положил начало евродоллар .
Это было отклонено окружным судом и привлекло к этому делу большое внимание средств массовой информации. В конечном счете, судебный активизм широко распространён по всей Великобритании, поскольку суды становятся все более склонными проводить тщательную проверку по своему собственному желанию и иногда отклоняют правительственное законодательство, которое, по их мнению, не соответствует конституции Великобритании, и таким образом судебный активизм становится более заметными.
Очевидно, что поскольку судебная власть в Соединенном Королевстве не исходит из избирательных методов, она отличается своими сильными и слабыми сторонами, возможностями и угрозами по сравнению со свободной и демократической системой. Бренда Марджори Хейл, баронесса Хейл из Ричмонда, DBE, PC, FBA, выражает обеспокоенность населения тем, что эта система работает по совершенно иному сценарию, чем суд Соединенных Штатов Америки, и личные предубеждения могут быть унаследованы через «клубы стариков».